# جيرهارد
جيرهارد هو فنان قصص مصورة كندي، ولد في 14 أبريل 1959 في إدمونتون في كندا.

## وصلات خارجية
- الموقع الرسمي